# Магия крови: Время теней
«Магия крови: Время Теней» — дополнение к компьютерной ролевой игре «Магия крови» российской компании Skyfallen Entertainment. Впервые издана фирмой 1С в серии «1С: Коллекция игрушек» 24 ноября 2006 года в двух вариантах: на трех CD или на одном DVD. Дополнение включает в себя оригинальную игру и многопользовательское дополнение.

## Сюжет
Действие игры разворачивается через десять лет после событий «Магии крови». Модо погиб, но постоянно неизвестно откуда появляются ужасные монстры. Игрок, путешествуя по миру теней, старается уничтожить могущественных стражей Абсолюта. В результате предательства он совершает несколько необдуманных действий, что приводит к возрождению древнего зла. В целом подход к сюжету отличается от оригинальной игры. Вместо трёх линий разработчики сделали одну, но более проработанную и интересную. Все основные сюжетные события преподносятся с помощью многочисленных скриптовых роликов.

## Нововведения
В дополнении была переработана часть заклинаний, а также изменены некоторые акценты в геймплее. Развитие персонажа стало более динамичным. Теперь целенаправленная охота на врагов с целью набрать очередной уровень потеряла смысл. Кроме того, в дополнении уже не получится пробежать по карте, на которой ранее были уничтожены все противники, и при этом не встретить ни одного врага. Несмотря на то, что развивать персонажа стало легче, сражения стали более напряжёнными и требуют от игрока значительно больших усилий и продуманной тактики боя.
В продолжении разработчики уделили заметно больше внимания атмосфере игры. Основной же акцент был сделан на битвы с боссами, могучими стражами Абсолюта, стерегущими границы в мире теней. Для каждого такого сражения сделана отдельная локация и реализованы специальные геймплейные элементы, уникальные для каждого из них.